# Joseph Anténor Firmin
Joseph Auguste Anténor Firmin ou Anténor Firmin (18 octobre 1850 - 19 septembre 1911) est un homme politique, anthropologiste, économiste et intellectuel haïtien.

## Biographie
Issu d'une famille modeste du Cap-Haïtien, à Haïti, Anténor Firmin effectue ses études secondaires au lycée Philippe Guerrier, dans sa ville natale, et commence à enseigner dès l'âge de dix-sept ans.
Il travaille comme employé d'une maison de commerce, professeur, puis inspecteur des écoles. Passionné de politique, il fonde au Cap-Haïtien le journal Le Messager du Nord. Candidat malheureux en 1879 à la députation, il est envoyé en 1883 comme représentant de son pays aux fêtes du centenaire de Simón Bolívar. Refusant un poste de ministre sous la présidence de Lysius Félicité Salomon, il s'exile à Saint-Thomas puis à Paris (1885), où il rencontre Louis-Joseph Janvier et est admis le 17 juillet 1884 à la Société d'anthropologie de Paris.
En 1889, il est nommé par le président Florvil Hyppolite ministre des Finances et des Relations extérieures. Il quitte son cabinet en 1891 ; dans la foulée, il s'installe en France.
Il est nommé en 1900 ambassadeur d'Haïti en France.
En 1885, il publie De l’égalité des races humaines. Anthropologie positive, qui est une tentative de réhabilitation de la grandeur historique de la race noire depuis l'Égypte jusqu'à Haïti, en réaction à l'Essai sur l'inégalité des races humaines (1853-1855) de Gobineau.
Anténor Firmin est candidat à la présidence à la fin du XIXe siècle. Ministre du président Florvil Hyppolite en 1891, il résiste aux pressions des États-Unis, qui voulaient installer une base militaire en Haïti, au Môle Saint-Nicolas. En 1905, son essai, M. Roosevelt, président des États-Unis et la République d'Haïti eut une grande répercussion ; il prédisait une intervention de l'armée américaine qui, de fait, eut lieu. En effet, écrit-il dans son ouvrage L'effort dans le mal : « Homme, je puis disparaître, sans voir poindre à l’horizon national l’aurore d’un jour meilleur. Cependant, même après ma mort, il faudra de deux choses l’une : ou Haïti passe sous une domination étrangère, ou elle adopte résolument les principes au nom desquels j’ai toujours lutté et combattu. Car, au XXe siècle, et dans l’hémisphère occidental, aucun peuple ne peut vivre indéfiniment sous la tyrannie, dans l’injustice, l’ignorance et la misère ».
Dans son ouvrage Lettres de Saint-Thomas publié en 1910, Anténor Firmin aborde l'idée de « Ligue antilienne », s'inscrivant ainsi au sein du mouvement de l'antillanisme. L'antillanisme, créé et soutenu par des hommes comme Gregorio Luperón et Ramón Emeterio Betances, est une idéologie politique qui défendait l'idée de la création d'une Confédération antillaise, une fédération des iles dites des Grandes Antilles pour se défendre contre le vieux colonialisme espagnol et le nouvel impérialisme américain.

## Publications
- Joseph Anténor Firmin, De l'égalité des races humaines. Anthropologie positive (œuvre littéraire), Librairie Cotillon et F. Pichon, 1885, [lire en ligne]. 
  - 2012 - Radio France internationale, Elikia M'Bokolo, Martial Ze Belinga, Défenseur de la race noire : Anténor Firmin (1850-1911) (émission de radio), 27 octobre 2012. .

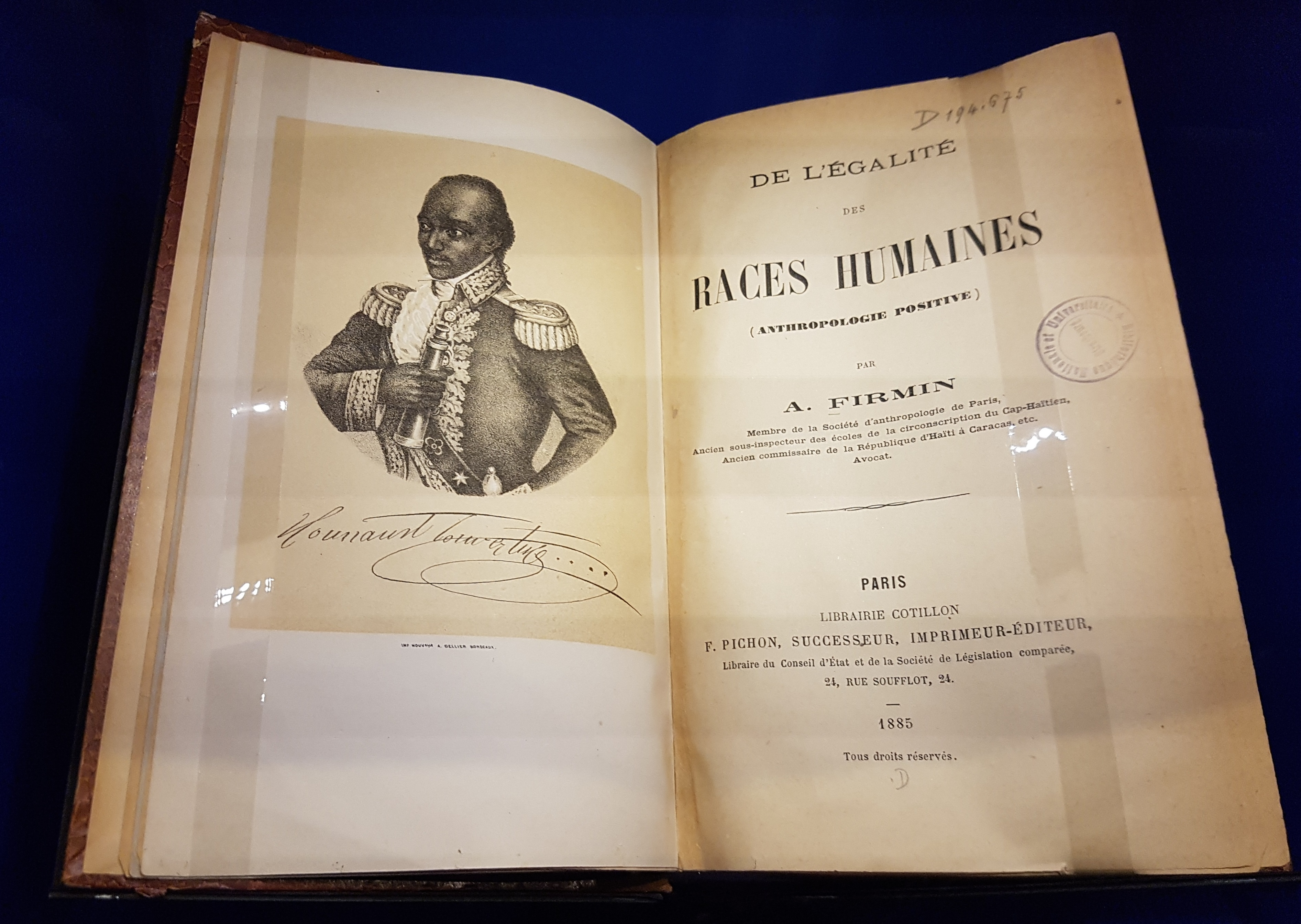
Frontispice et page de titre de l'édition de 1885 (éd. F. Pichon).

- Haïti au point de vue politique, administratif et économique: conférence faite au Grand cercle de Paris, le 8 décembre 1891, Paris, F. Pichon, 1891
- Diplomate et diplomatie: lettre ouverte à M. Solon Ménos, Cap-Haïtien, Imprimerie du Progrès, 1899
- Lettre ouverte aux membres de la Société de Législation de Port-au-Prince, Basse-Terre, Guadeloupe, Imp. Ouvrière, 1904[4]
- M. Roosevelt, président des États-Unis et la République d'Haïti, Paris, F. Pichon et Durand-Auzias, 1905[5]
- Études sociologiques, historiques et littéraires, Paris, V. Girard & E. Brière, 1910
- L'effort dans le mal, Port-au-Prince, Imprimerie H. Chauvet, 1911
- Lettres de Saint-Thomas : études sociologiques, historiques et littéraires, Paris, V. Giard & E. Brière, 1910